# Тишинская площадь
Тиши́нская пло́щадь — площадь в центре Москвы в Пресненском районе между Большой Грузинской улицей, улицей Красина и Средним Тишинским переулком.

## История
Название известно с XVIII века. Его происхождение связывают с названием местности Тишина, которое в этом случае означает не только «отсутствие крика, шума, стука», но и «мир, покой, отсутствие тревоги» (В. И. Даль).

## Описание
Тишинская площадь имеет треугольную форму: северо-западная сторона образована Большой Грузинской, северо-восточная — осью улица Красина—Грузинский переулок, а южная сторона — осью Васильевская улица—Средний Тишинский переулок. Здесь находится крупный торговый центр «Тишинка». На Тишинской площади возвышается монумент «Дружба навеки» в честь двухсотлетия (1783—1983) присоединения Грузии к России после подписания Георгиевского трактата — первая скульптура З. К. Церетели в Москве. Архитекторами монумента стали А. А. Вознесенский и Ю. Н. Коновалов.

## Здания и сооружения
- № 1, стр. 1 — торговый центр «Тишинка», сооружённый на месте одного из известнейших в Москве старинного Тишинского рынка («Тишинки»).
- № 6 и № 8 — жилые дома кооператива «Военный строитель» (1928, 1931, архитекторы П. Андреев, М. А. Минкус)[3].
На доме № 6 в рамках гражданской инициативы «Последний адрес» установлены мемориальные знаки в память о бригадных комиссарах И. Г. Шубине и М. П. Захарове[4] и военных врачах Б. А. Рейнере и А. Н. Зарайском[5], расстрелянных в годы сталинских репрессий. 
На доме № 8 установлены мемориальные знаки с именами слесаря Феликса Казимировича Вионцека и преподавателя Раисы Соломоновны Беннет[6], расстрелянных в годы террора. 
По сведениям правозащитного общества «Мемориал» в годы террора были расстреляны не менее 19 жильцов дома №6 и 13 из дома №8[7].  Число погибших в лагерях ГУЛАГа не установлено.
- № 6, стр. 1 — центр социальной защищённости инвалидов «Феникс».